# Хлебороб (Липецкая область)
Хлеборо́б — посёлок в Усманском районе Липецкой области России. Входит в состав Дмитриевского сельсовета.

## География
Посёлок находится в юго-восточной части Липецкой области, в лесостепной зоне, в пределах Окско-Донской равнины, к востоку от железнодорожной линии Грязи — Воронеж, на расстоянии примерно 27 км (по прямой) к северо-северо-востоку (NNE) от города Усмань, административного центра района. Абсолютная высота — 155 м над уровнем моря.
Климат
Климат умеренно континентальный с тёплым летом и умеренно холодной зимой. Максимальное количество атмосферных осадков выпадает в период с мая по октябрь. Средняя температура самого холодного месяца (января) составляет −9°С, самого тёплого (июля) — 20°С.
Часовой пояс
Посёлок Хлебороб, как и вся Липецкая область, находится в часовой зоне МСК (московское время). Смещение применяемого времени относительно UTC составляет +3:00.

## Население
| 2010 | 2011 |
| ---- | ---- |
| 32   | →32  |

Гендерный состав
По данным Всероссийской переписи населения 2010 года в гендерной структуре населения мужчины составляли 37,5 %, женщины — соответственно 62,5 %.
Национальный состав
Согласно результатам переписи 2002 года, в национальной структуре населения русские составляли 100 % из 37 чел.

## Улицы
Уличная сеть посёлка состоит из двух улиц (Дорожная и Хлебная).